# Mr. Bojangles (album)
| Recensione     | Giudizio |
| -------------- | -------- |
| AllMusic       | [ 1 ]    |
| Piero Scaruffi | 6.5/10   |

Mr. Bojangles è il primo album discografico della carriera solistica di Jerry Jeff Walker, pubblicato dall'etichetta discografica ATCO Records nel settembre del 1968.
Il singolo Mr. Bojangles, tratto dall'omonimo album, si piazzò al numero settantasette della classifica statunitense Billboard Hot 100, uno dei rari successi da classifica del musicista, fu anche cover di successo per altri artisti (ad esempio riscosse un grande successo la versione eseguita dalla Nitty Gritty Dirt Band).

## Tracce
Tutti i brani composti da Jerry Jeff Walker.
Lato A
1. Gypsy Songman – 2:27
2. Mr. Bojangles – 3:43
3. Little Bird – 4:37
4. I Makes Money (Money Don't Make Me) – 2:20
5. Round and Round – 3:30
6. I Keep Changin' – 2:15

Durata totale: 18:52
Lato B
1. Maybe Mexico – 2:20
2. Broken Toys – 3:26
3. The Ballad of the Hulk – 7:35
4. My Old Man – 5:30

Durata totale: 18:51

## Musicisti
- Jerry Jeff Walker - voce, chitarra
- David H. Bromberg - chitarra solista, chitarra elettrica
- Gary Illingworth - pianoforte, organo
- Donny Brooks - armonica
- Danny Milhon - dobro
- Jody Stecher - fiddle, mandolino
- Bobby Cranshaw - basso elettrico, basso acustico
- Gerald Jermott - basso elettrico
- Ron Carter - basso acustico
- Bill LaVorgna - batteria

Note aggiuntive:
- Tom Dowd - produttore
- Dan Elliot - produttore
- Registrazioni effettuate al Atlantic Studios di New York
- Tom Dowd e Phil Iehle - ingegneri della registrazione
- Sid Suttler - fotografie interne e della copertina
- Kathleen J. Whelen - album design[5]